# 艾維斯·奇佩澤澤
艾維斯·奇佩澤澤（Elvis Chipezeze，1990年3月11日—），津巴布韋的職業足球運動員，司職守門員，現效力於南非足球超級聯賽球會巴洛卡。

## 榮譽

### 球會
巴洛卡
- Telkom Knockout: 2018[1]

## 外部連結
- Soccerway資料庫：艾維斯·奇佩澤澤
- 艾維斯·奇佩澤澤在 National-Football-Teams.com 上的出场纪录